# HD 10086
HD 10086 is een hoofdreeksster van het type G5V, gelegen in het sterrenbeeld Andromeda op 68,55 lichtjaar van de Zon. De ster heeft een relatieve snelheid ten opzichte van de zon van 32 km/s.